# Do góry nogami (film 1982)
Do góry nogami – polski film wojenny z 1982 roku.

## Obsada aktorska
- Tomasz Domański – Pawełek
- Tomek Elsner – Karol
- Jurek Kocur – Gerard Gustlik
- Sławomir Hajduk – Alojz
- Wojtek Pałka – Erwin
- Bożena Adamek – "Simpson", żona Edzia
- Bożena Dykiel – Gustlikowa, matka Gerarda
- Marta Straszna – Heblowa
- Elżbieta Gorzycka – matka Karola
- Ewa Ziętek – matka Alojza
- Michał Juszczakiewicz – Edzio puzonista
- Wiesław Wójcik – Gustlik, ojciec Gerarda
- Jerzy Siwy – Alojz Hebel
- Tadeusz Madeja – stróż stadionu
- Anna Ciepielewska – Kurtzowa
- Adam Baumann – ojciec Alojza

## Zdjęcia
- Świętochłowice, Chorzów Batory